# Písečná wedge

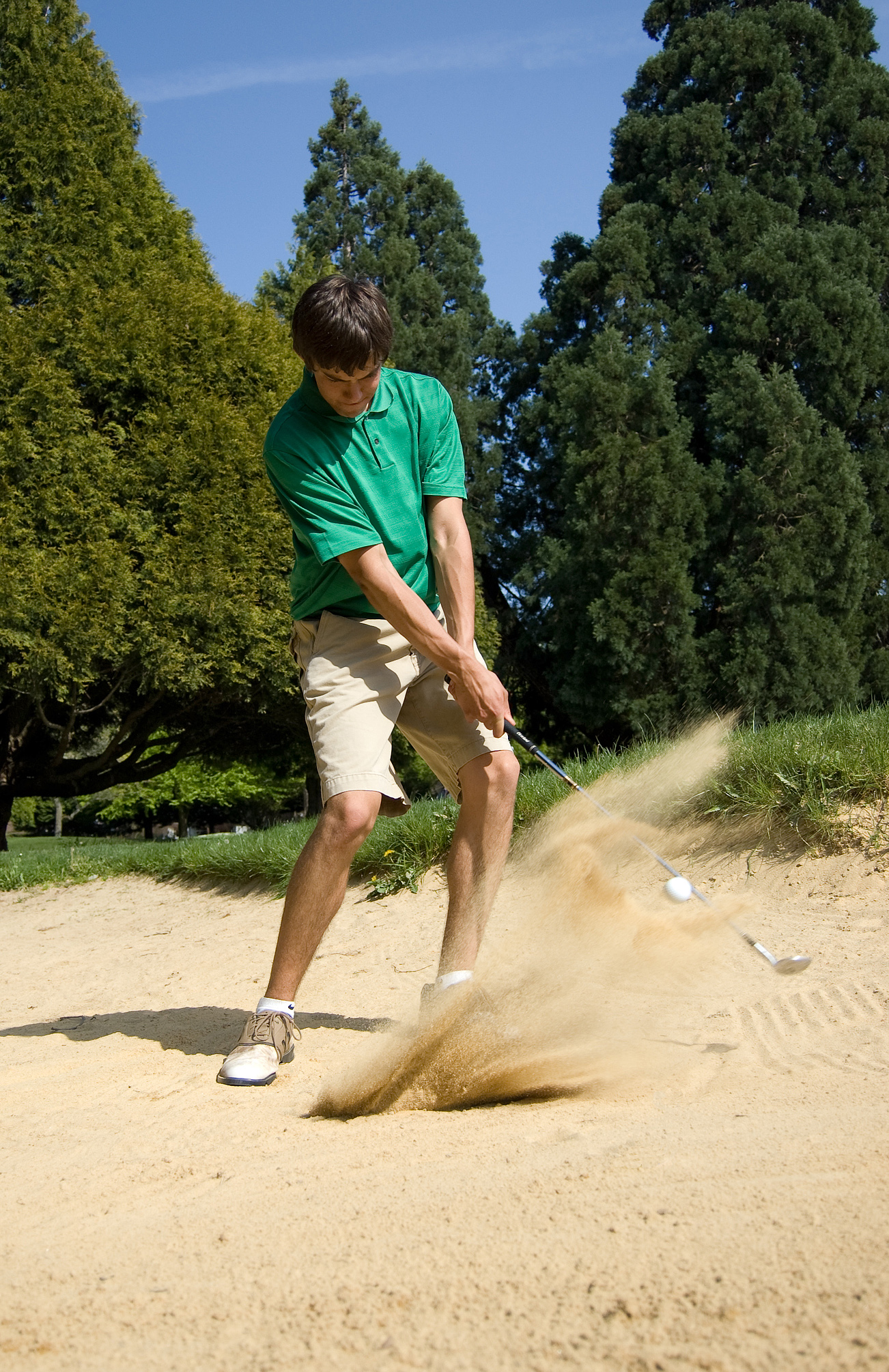
Golfista hraje písečnou wedgí z bunkru.

Písečná wedge (angl. sand wedge) je typ golfové hole určené primárně ke hře z písečného bunkeru. Je vyrobená tak, aby klouzala po písku a nezabořovala se do něj.

## Historie
Gene Sarazen s touto novou holí, kterou vynalezl, začal vyhrávat turnaje v roce 1935. Nicméně, historie hole začala dříve. Spoon hole nabídly různé stupně loftu a umožnily hráčům nabrat jejich míče z písečných pasti a hlubokých rough. Jak výrobci přicházeli s dalšími nápady, objevovaly se nové typy wedgí. Některé měly vydutá čela, jiné měly hluboké žlábky, ale ne všechny inovace odpovídaly regulím. Mnoho jich bylo zakázáno. Poté, co Sarazen vyhrál s pomocí těchto nových holí v roce 1932 Britský a U.S. Open, jejich popularita vzrostla.

## Design
Moderní písečná wedge, vážící kolikrát až 1.1 kilogramu, je často nejtěžší holí v hráčově bagu. Tradičně měla i největší loft, 54 stupňů (nyní jsou běžné i 55 až 56 stupňů). Holí s největším loftem je však nyní lob wedge s loftem 60 stupňů. 